# Jana Raluy
Jana Raluy (1970) es una actriz de teatro, cine y televisión mexicana. Estudió en el CEA de Televisa de 1992 a 1994, y posteriormente inició una exitosa carrera en cine, teatro y televisión.

## Carrera
Tras graduarse del CEA, en 1998 comenzó a actuar en teatro dentro de la obra Confesiones de mujeres de 30. El éxito de la puesta en escena la llevó a estar en casi 700 representaciones de la misma, y ese mismo año participó en el especial para televisión Más allá de la usurpadora. En 1999 debutó en el cine con la película No existen diferencias, y ese mismo año también debutó en televisión con la telenovela Tres mujeres en la que interpretó a una villana. En el año 2000 actuó en la famosa obra de teatro Los monólogos de la vagina. 
Para 2001 se integró al elenco de la telenovela El noveno mandamiento y participó en la serie de televisión Diseñador de ambos sexos. En 2003 actuó en el cortometraje Casting... busco fama, el cual fue una denuncia contra aquellos que atentan en contra de la mujer en la industria cinematográfica, viéndolas solamente como objeto sexual, ese mismo año actuó en la película Despedida de amor del aclamado director Gabriel Retes. 
En los siguientes años continuó actuando en teatro, participando en compañías como el INBA y OCESA, se la vio en obras como Trainspotting, Cuarto oscuro, Estaba yo en casa y esperaba que lloviera, El mercader de Venecia, Sueño de una noche de verano (estas dos últimas de William Shakespeare), Ultramar, Duda, Chicas católicas, El diario de Ana Frank y Tribus. En 2008 volvió a la pantalla grande al actuar en la película Kada kien su karma y en la serie de televisión Capadocia. 
En 2010 se integra fuertemente a la televisión, actuando en las series Soy tu fan y en la tercera temporada de Mujeres asesinas, así mismo ese año los productores Roberto Gómez Fernández y Giselle González Salgado la llaman para que se uniera al elenco de la telenovela Para volver a amar. En 2011 actuó en la serie de televisión El equipo. En 2012, Jana vuelve a ser llamada por los productores Roberto Gómez y Giselle González para que realizara una participación especial como villana en la telenovela Cachito de cielo. 
En 2013 actuó en la serie de televisión Sr. Ávila. A finales de 2014 la productora Giselle González Salgado la llamó para que se uniera al elenco de la telenovela Yo no creo en los hombres, donde interpretó a una villana. A principios de 2015 actuó en el especial de televisión Yo no creo en los hombres... el origen: ese mismo año se unió al elenco de la telenovela Antes muerta que Lichita y actuó en la película Un monstruo de mil cabezas.

## Filmografía

### Telenovelas
- Antes muerta que Lichita (2015-2016) ... Venus Rodríguez
- Yo no creo en los hombres (2014-2015) ... Marcia Aldama
- Cachito de cielo (2012) ... "La Beauty"
- Para volver a amar (2010-2011) ... Miranda Pinto
- El noveno mandamiento (2001) ... Lola
- Tres mujeres (1999-2000) ... Sonia

### Cine
- Un monstruo de mil cabezas (2015)
- Kada kien su karma (2008)
- Despedida de amor (2003)
- Casting... busco fama (2003)
- No existen diferencias (1999)

### Series de televisión
- Sr. Ávila (2013)
- El equipo (2011)
- Soy tu fan (2010)
- Mujeres asesinas (2010)
- Capadocia (2008)
- Diseñador de ambos sexos (2001)
- La Hermandad (2017)

### Especiales de televisión
- Yo no creo en los hombres... el origen (2015) ... Marcia Aldama
- Más allá de la usurpadora (1998)

### Teatro
- Tribus (2013) ... Berta
- El diario de Ana Frank  (2009) ... Edith Frank
- Chicas católicas (2007-2009)
- Duda (2006-2007)
- Ultramar (2005) ... Amanda
- Sueño de una noche de verano (2005) ... Hermia
- El mercader de Venecia (2005) ... Porcia
- Estaba yo en casa y esperaba que lloviera (2004-2005) ... Primogénita
- Cuarto oscuro (2002)
- Trainspotting (2000)
- Monólogos de la vagina (2000)
- Confesiones de mujeres de 30 (1998-2001)